# Міріам Родрігес Мартінес
Міріам Родрігес Мартінес (нар. близько 1967 — пом. 10 травня 2017, Сан-Фернандо, Тамауліпас, Мексика) — мексиканська правозахисниця. Вона стала засновницею «Missing Child Parents» («Батьки зниклих безвісти») після того, як її дочку викрали і вбили. Міріам була вбита бойовиками, які увірвались до її будинку 10 травня 2017 року.

## Життєпис
Міріам Елізабет Родрігес Мартінес жила в місті Мексики Сан-Фернандо.
Громада Сан-Фернандо розташована в Тамауліпасі, одному з найбільш жорстоких регіонів Мексики. Згідно з урядовими даними, у цьому регіоні найбільш в країні кількість людей, що зникли безвісти в Мексиці..
Донька Міріам, Карен Алехандра Салінас Родрігес, зникла у 2012 році. Через два роки у 2014 році вона знайшла тіло дочки. Вона заснувала групу. Colectivo de Desaparecidos de San Fernando (Рух за наших зниклих). Підозрювані у вбивстві втекли із в'язниці.
Міріам продовжувала шукати майже два роки, аж до 2014 року, коли тіло її доньки було знайдено у підпільній могилі. Після цього жінка також запобігла спробі наркокартелю «Лос-Сетас» викрасти її чоловіка. Вона переслідувала членів банди у своїй машині і водночас повідомила про це армію, яка потім заарештувала злочинців. Однак, один із підозрюваних, заарештованих у справі її доньки, після арешту втік із в'язниці.
Міріам Родрігес сказала в інтерв'ю, що вона отримувала погрози розправи і вбивства від злочинних організацій, але місцева влада не захищала її. Разом із пошуком доньки, Міріам Родрігес Мартінес доклала зусиль, щоб допомогти іншим батькам, діти яких зникли. Згодом цей правозахисний рух оформився в організацію Colectivo de Desaparecidos (The Vanished collection).
Міріам Родрігес Мартінес вбили 10 травня 2017 року, в день, коли Мексика святкує День матері. Група бойовиків увірвалася до будинку Міріам. Вона отримала важкі травми і померла по дорозі до лікарні.

## Розвиток правозахисного руху
Мексиканська комісія з прав людини закликала провести повне розслідування цього вбивства.
Міріам Родрігес Мартінес у 2012 році організувала у своєму місті колектив сімей, які стали жертвами насильства.
Група сімей, яку вона організувала, — частина ширшого руху, який розрісся після того, як у жовтні 2014 року зникли 43 учні педагогічного коледжу, які навчалися у штаті Герреро. Зараз у Мексиці існує щонайменше 13 таких груп.
На знак солідарності протестуючі, що виступили на підтримку вчинку Міріам Елізабет Родрігес Мартінес 10 травня 2017 року, вимагали від уряду Мексики та федерального уряду Сполучених Штатів Америки забезпечити безпеку і захист правозахисників..

## Увічнення пам'яті
Місто Сан-Фернандо встановило пам'ятну дошку, присвячену Міріам на честь її діяльності.